# 横山大観
横山 大観（よこやま たいかん、旧字体：橫山 大觀、慶応4年／明治元年〈1868年〉9月18日 - 1958年〈昭和33年〉2月26日）は、日本の美術家、日本画家。本名は横山 秀麿（よこやま ひでまろ）。旧姓は酒井（さかい）、幼名は秀蔵、のちに秀松。
常陸国水戸（現在の茨城県水戸市下市）出身。東京美術学校第1期生として岡倉天心に師事し、日本美術院設立に参加した。日本画の新たな表現を模索し、菱田春草とともに「朦朧体（もうろうたい）」と呼ばれる、線描を抑えた独特の没線描法を生み出した。天心・春草の死後は下村観山とともに日本美術院を再興。彩色画においては朦朧体からさらに琳派の影響を受けた装飾表現へと飛躍を遂げ、水墨画においても独自の表現を確立した。戦後まで日本美術院の中心にあって創作を続け、日本画壇の重鎮であった。
帝国芸術院会員。第1回文化勲章受章。死後、正三位勲一等旭日大綬章を追贈された。茨城県名誉県民。東京都台東区名誉区民。

## 生涯
1868年（慶応4年 / 明治元年）、水戸藩士・酒井捨彦の長男として生まれた。父が内務省に奉職したため東京に移住し、東京府中学校に学び、当初は東京大学への進学を目指した。しかし受験手続の問題で進学を諦め、私立の東京英語学校に進む。1888年（明治21年）、縁戚である横山家の養子となり横山秀麿となった。父の友人・今泉雄作の勧めにより父の反対を押し切り新たに開校される東京美術学校を受験することを決め、受験に備え日本画家・結城正明に教えを受ける。1889年（明治22年）、東京美術学校に第1期生として入学。岡倉天心、橋本雅邦、黒川真頼らに学ぶ。同期生には下村観山や西郷孤月が、第2期生には菱田春草などがいる。
1893年（明治26年）に東京美術学校を卒業。1895年（明治28年）京都市立美術工芸学校予備科教員となり京都に移って仏画の模写・研究を行う。またこの頃より雅号「大観」を使い始めるようになった。1896年（明治29年）、母校・東京美術学校の助教授に就任し東京に戻った。しかし2年後に当時校長だった岡倉天心への排斥運動が起こり、天心が失脚。天心を師と仰ぐ大観はこれに従って助教授職を辞し、同年日本美術院創設に参加した。

日本美術院の活動の中で、大観は春草と共に西洋画の画法を取り入れた新たな画風の研究を重ね、やがて線描を大胆に抑えた没線描法の絵画を次々に発表する。しかしその先進的な画風は当時の画壇の守旧派から猛烈な批判を浴びた。現在ではその画風を的確に表す言葉とされる「朦朧体」という呼称も、当初は「勢いに欠ける、曖昧でぼんやりとした画風」という意味で、批判的に使用された言葉であった。絵画が認められないことに加え、日本美術院では月25円の給与を受け取る代わりに研究所で制作した絵画をすべて院に提供することとなっていたため、副収入がない中妻子だけでなく両親や妹も養う大観の生活は苦しいものだった。

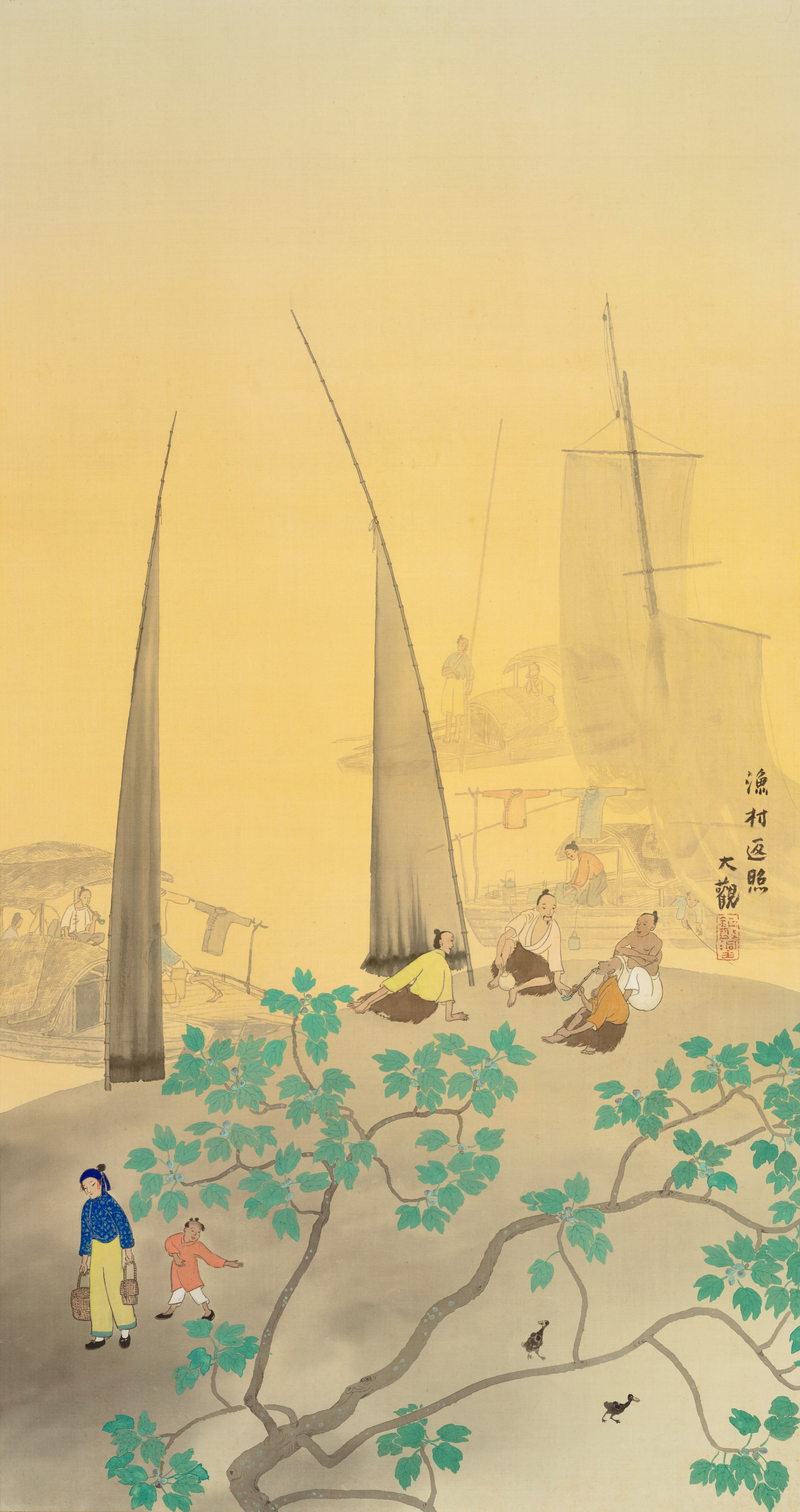
《瀟湘八景》「漁村返照」1912年、東京国立博物館蔵

前年にインドから帰国した天心の勧めにより、1903年（明治36年）春草とともにインドに渡航。現地で展覧会も開催したが、日露関係の悪化により帰国。翌1904年（明治37年）にはアメリカに渡り、ニューヨーク、ボストンで展覧会を開催、翌年にはヨーロッパに移り、ロンドン、ベルリン、パリでも展覧会を開く。日本国内では不評だった朦朧体の作品は、欧米では高い評価を得た。その背景としては、ホイッスラーのモノトーン絵画や、ジョージ・イネスによる輪郭のぼやけた風景画といった、当時の美術における国際的潮流の存在が指摘されている。
前述のように、このころの大観の生計はきわめて厳しい状況にあり、1902年（明治35年）から1913年（大正2年）にかけては父や妻、長女など家族や盟友・春草、師・天心などの死に遭い、帰国後も私生活では苦難の時期が続いた。しかしこの時期から画業の面では変化の兆しが見られるようになる。
欧米外遊により研究を進めたことで、没線彩画描法は宗達・光琳以来の正当な日本画の発展であるとの立場を確固たるものとした。1907年（明治40年）、文部省美術展覧会（文展）が開催されることとなると、審査員に任命される。大観は文展という新たな発表の場に、鮮やかな色彩を用いた作品を発表することで、朦朧体を脱却していく。1912年（大正元年）第6回文展に出品した《瀟湘八景》（重要文化財）では、伝統的題材を取り上げながらも、大観独自の自由でのびのびとした表現により、高い評価を得ている。
1914年（大正3年）には文展の審査員を下ろされるが、守旧派に押されて活動が途絶えていた日本美術院を下村観山、木村武山らと共に再興し、以後院展を活動の中心としてその発展に尽力した。彩色画だけではなく水墨画においても伝統を踏まえながら新たな表現を模索し、「片ぼかし」の技法を用いて独創的な作品を発表した。1923年（大正12年）再興第10回院展に出品した《生々流転》（重要文化財）は全長40メートルにおよぶ絵巻物で、一滴の雫が川となって海に注ぎ天に昇り雲となるという壮大な世界観を墨一色で描き上げた。

《紅葉》1931年、足立美術館蔵

以後、大観は日本画壇の重鎮として確固たる地位を築き、1934年（昭和9年）に朝日文化賞受賞。1935年（昭和10年）には帝国美術院の改革に伴い会員に選ばれた。1937年（昭和12年）には、同年制定された文化勲章の第1回受章者の1人となった。同年、帝国美術院が改組して発足した帝国芸術院会員となる。
水戸藩士の子として生まれ、水戸学の影響を受けて育った大観は、大正末、皇室からも依頼を受けるようになったころから、皇国思想を創作態度においても如実に現すようになる。富士山は大観が好んで描いた画題だが、昭和初期以降は日本の象徴や日本国民の精神性を具象化したものとして描く作例が多くなる。1940年（昭和15年）には連作《海に因む十題・山に因む十題》の売上を陸海軍に寄付して軍用機「大観号」の製造にあてるなど、彩管報国（絵筆をもって国に報いる）を積極的に実践した。

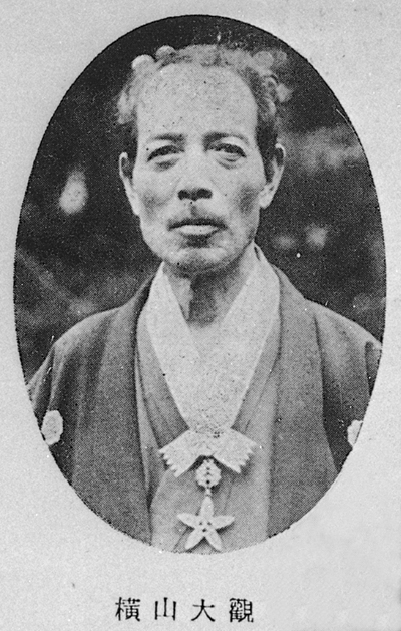
文化勲章を佩用した大観

太平洋戦争中にも日本美術報国会会長となり戦争協力を行ったことで、戦後には戦犯容疑者として取調べを受けることとなった。
東京大空襲で池之端の自宅が焼失したため、戦後は静岡県の伊豆山を仮住まいとした。1951年（昭和26年）に日本芸術院会員を辞任、同年に文化功労者となった。戦後も変わらず日本画を描き続け、富士山の画題については類型化との批判もされている一方で、1952年（昭和27年）に制作した《或る日の太平洋》に見られるように自己革新の意欲を持って創作に取り組み続ける姿勢も失わなかった。
1954年（昭和29年）に池之端に自宅を再建し転居。それまで欠かすことのなかった院展への出品は1955年（昭和30年）の第40回が最後となる。1958年（昭和33年）2月26日、東京都台東区にある自宅にて89歳で永眠した。永年に渡る日本美術発展への貢献により正三位に叙せられ、勲一等旭日大綬章を贈られた。墓所は谷中霊園。
終の住処となった東京都台東区の旧居は横山大観記念館として公開されている。

## 作品

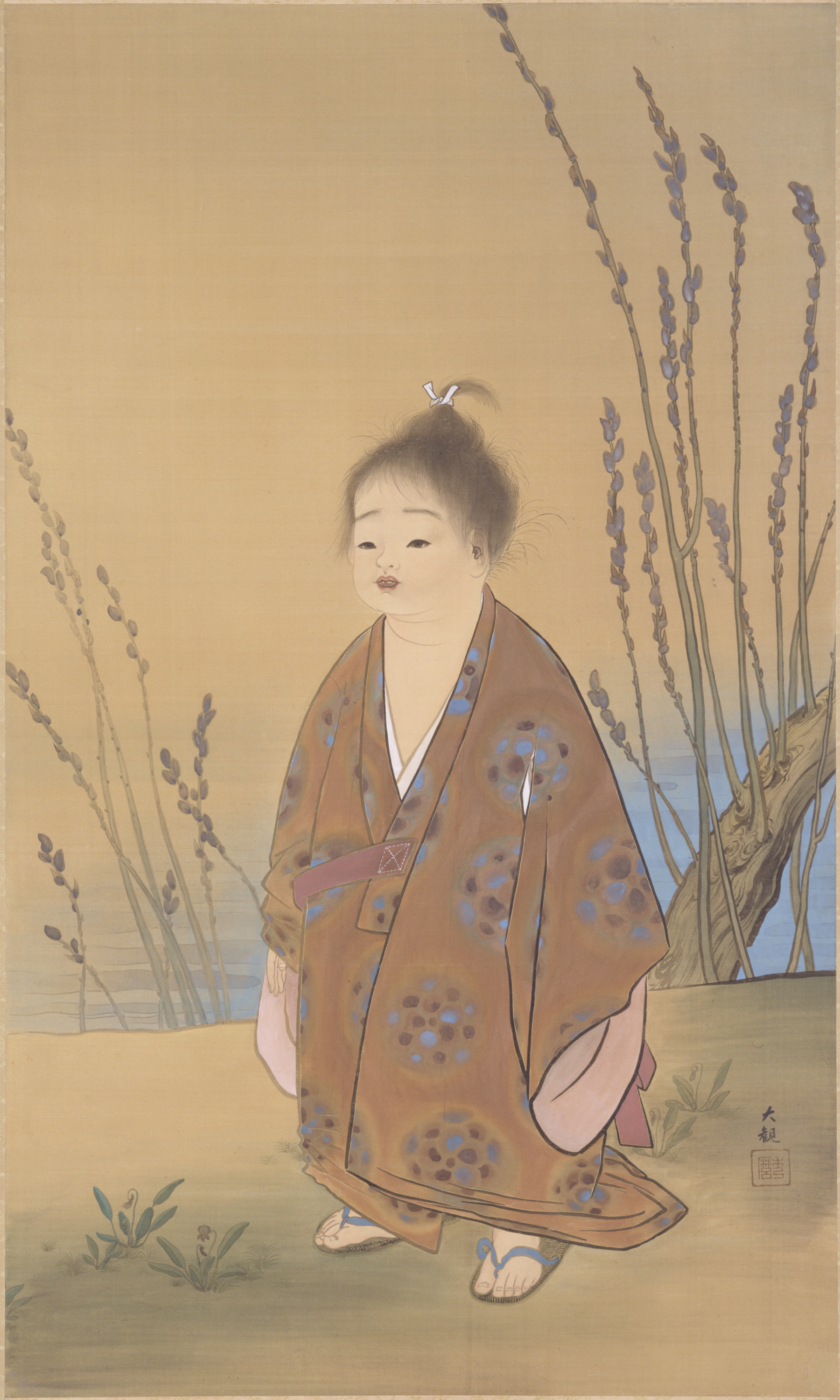
《無我》

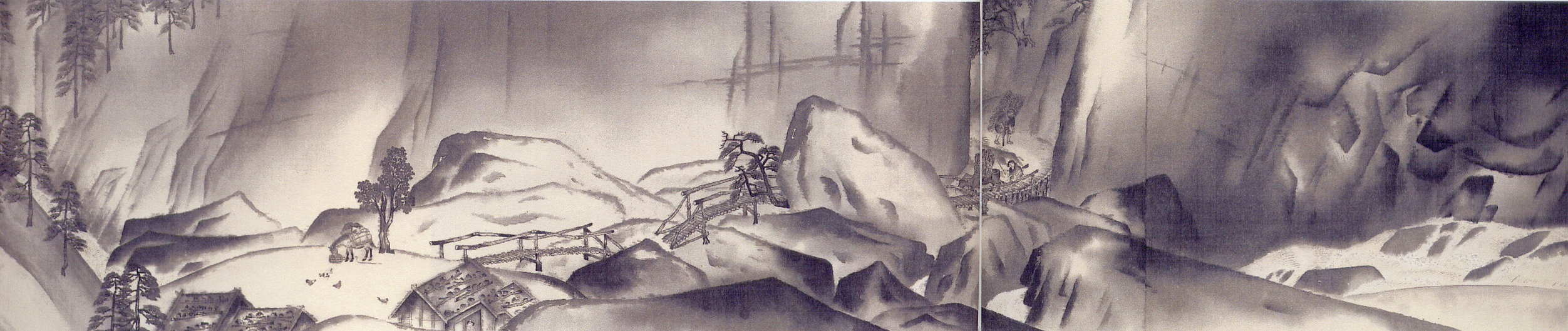
《生々流転》（部分）

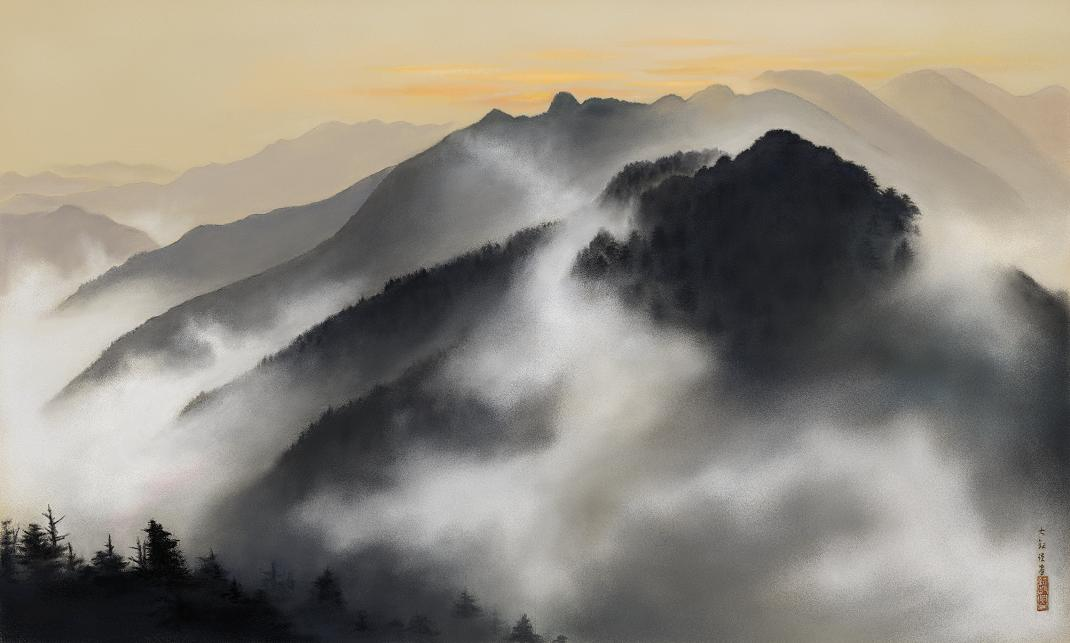
《秩父霊峰春暁》

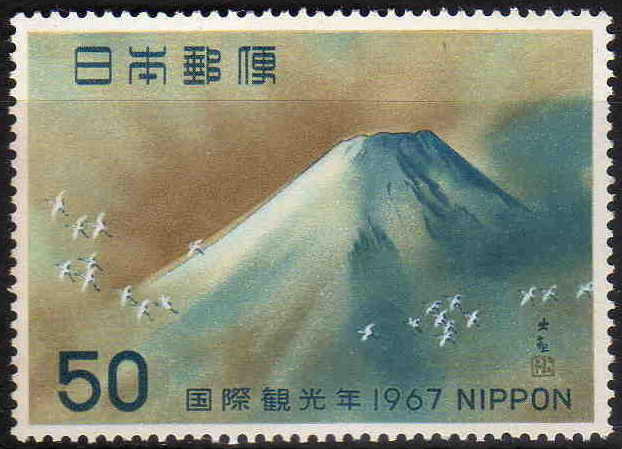
国際観光年記念切手として1967年に発行された《霊峰飛鶴》

美術館・博物館といった公共施設に保管されている以外に、個人所蔵が多いことが大観作品の特徴である。2018年に開催された「生誕150年 横山大観展」では、所有者を明かさない条件で借り出されて公開された作品もある。
画題としては富士山を好み、富士山を描いた作品は1500点を超えるとも言われる。明治期より富士山を描いた作例は存在し、大正期には『霊峰十趣』なども描いているが、画題としての富士山に傾倒するようになるのは昭和に入ってからのことである。大観は「富士の名画といふものは昔から余りない。それは形ばかりを写すからだ。富士を描くのは富士にうつる自分の心を描くことだ。」「富士の美しさは季節も時間も択ばない。春夏秋冬、朝昼晩、時々に姿を変へるが、いかなる時にも美しい。無窮のすがたであるからである。私もその無窮を追うてゐる。」と述べている。昭和初期以降の富士山を描いた作品には《正気放光》のように水戸学（藤田東湖「正気歌」）の影響を顕著に受けているものが目立つ。なお、絶筆となったのも、死の前年、三越池袋支店のために描いた《不二》であった。
作品は没50年の翌年、2009年1月1日に著作権が消滅、パブリックドメインとなった。

### 代表作
- 《村童観猿翁》1893年 東京藝術大学蔵　東京美術学校卒業制作
- 《無我》1897年 東京国立博物館蔵
- 《屈原》1898年 厳島神社蔵
- 《迷児》1902年 個人蔵
- 《流燈》1909年 茨城県近代美術館蔵
- 《五柳先生》1912年 東京国立博物館蔵
- 《瀟湘八景[27]》1912年 東京国立博物館蔵 ※重要文化財
- 《柳蔭》1913年 東京国立博物館蔵 六曲一双屏風
- 《游刄有余地（ゆうじんよちあり）》1914年 東京国立博物館蔵 再興第1回院展
- 《群青富士》1917-18年頃 静岡県立美術館蔵
- 《生々流転》1923年 東京国立近代美術館蔵 ※重要文化財
- 《秩父霊峰春暁》1928年 皇居三の丸尚蔵館蔵
- 《夜桜》1929年 大倉集古館蔵
- 《紅葉》1931年 足立美術館蔵 六曲一双屏風 再興第18回院展
- 《大楠公》1938年 湊川神社蔵
- 《日出処日本》1940年 宮内庁三の丸尚蔵館蔵
- 《海に因む十題・山に因む十題》（連作20点、通称《海山十題》）1940年 各所分蔵
- 《正気放光》1944年 橿原神宮蔵
- 《四時山水》1947年 横山大観記念館蔵
- 《或る日の太平洋》1952年 東京国立近代美術館蔵
- 《霊峰飛鶴》1953年 横山大観記念館蔵

## エピソード

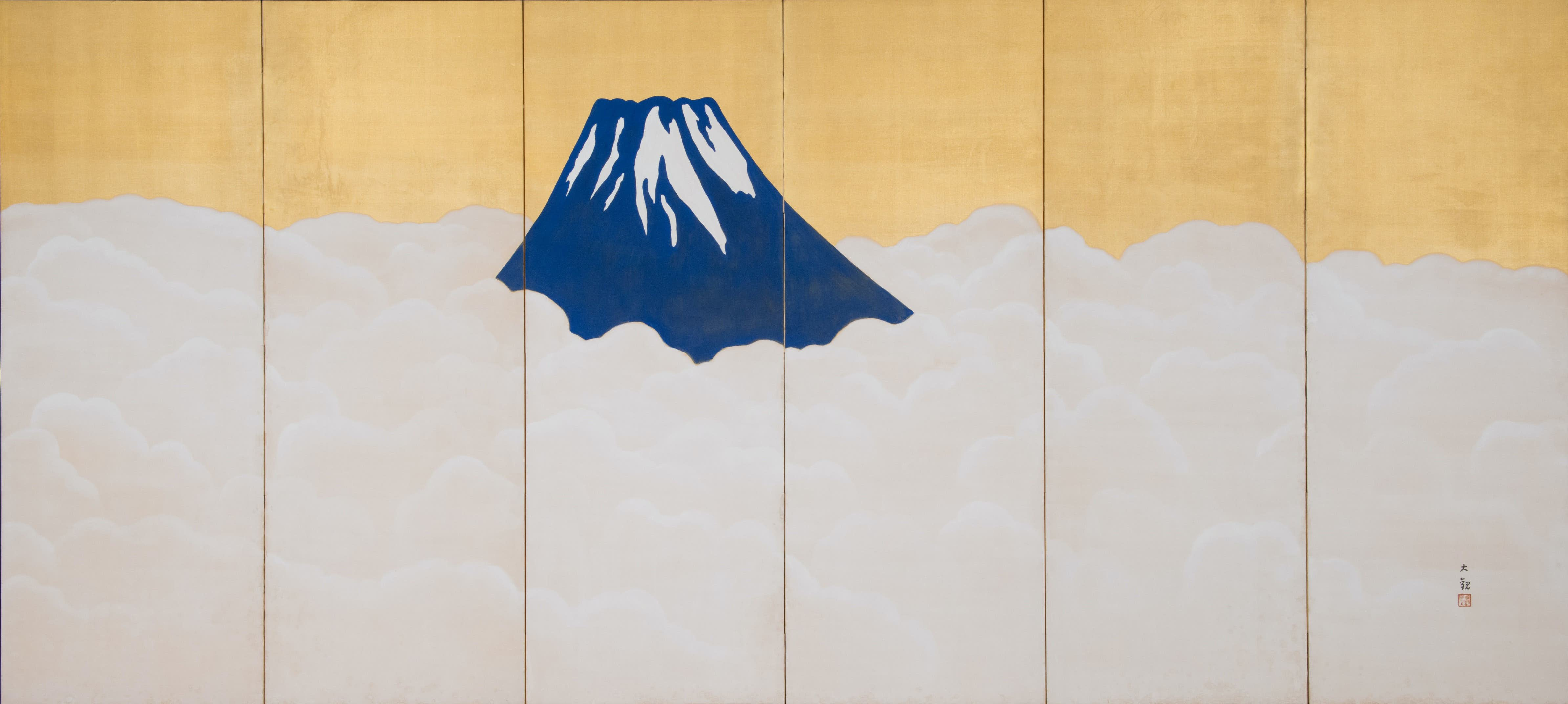
《群青富士》右隻、1917-18ごろ、静岡県立美術館蔵

- 大観は自伝などで自身の誕生日を明治元年（1868年）の9月18日としており、通常はこの日付が採用されることが多い[28][3]。しかし、台東区の戸籍では同年8月18日、東京美術学校時代の履歴書では8月19日となっている[29][3]。これは実際には旧暦8月18日（新暦10月3日）生まれであるところ、新暦換算のため単純に1ヶ月遅らせた日を誕生日とみなしたものと考えられる[29]。明治への改元は慶応4年9月8日（新暦10月23日）であるため、大観は江戸時代最末期の生まれとみることができる[3]。
- 自らを未熟で人に教える身ではないとして、終生門人をとらなかった[30][31]。
- 大観は大変な日本酒好きとして知られ、若い頃から70歳過ぎまで衰えず毎日1升5合を飲んだという[32][33]。それでも1937年（昭和12年）に腸潰瘍を患ってからは同量の水で割って飲むようになった[32][33]。食事はあまり摂らず食べる時も1日に茶碗1杯の飯以外には塩昆布と野菜程度だった[32][33]。愛飲していた酒は広島の「醉心」で[32][33]、これは昭和初期に広島・三原の醉心山根本店の三代目社長・山根薫と知り合った大観が互いに意気投合し、「一生の飲み分を約束」した山根より無償で大観に送られていたものだった[34]。しかし山根は年に四斗樽で何本も注文が来るので驚いたという。代金のかわりとして大観は毎年1枚ずつ自分の絵を無償で送り、結果、醉心酒造に「大観記念館」ができることとなった[35]。もっとも、最初から酒好きだったわけではなく、東京美術学校卒業の頃は猪口2 - 3杯で真っ赤になってしまう下戸だった[36]。しかし大観の師の天心は日に2升ともいわれる酒豪であり、「酒の一升くらい飲めずにどうする」と大観を叱咤したため、飲んでは吐きながら訓練した結果であった。さすがに晩年には酒量が減り、米寿を迎えた1955年（昭和30年）には2本（2合）がよいところだと述べている[36]。

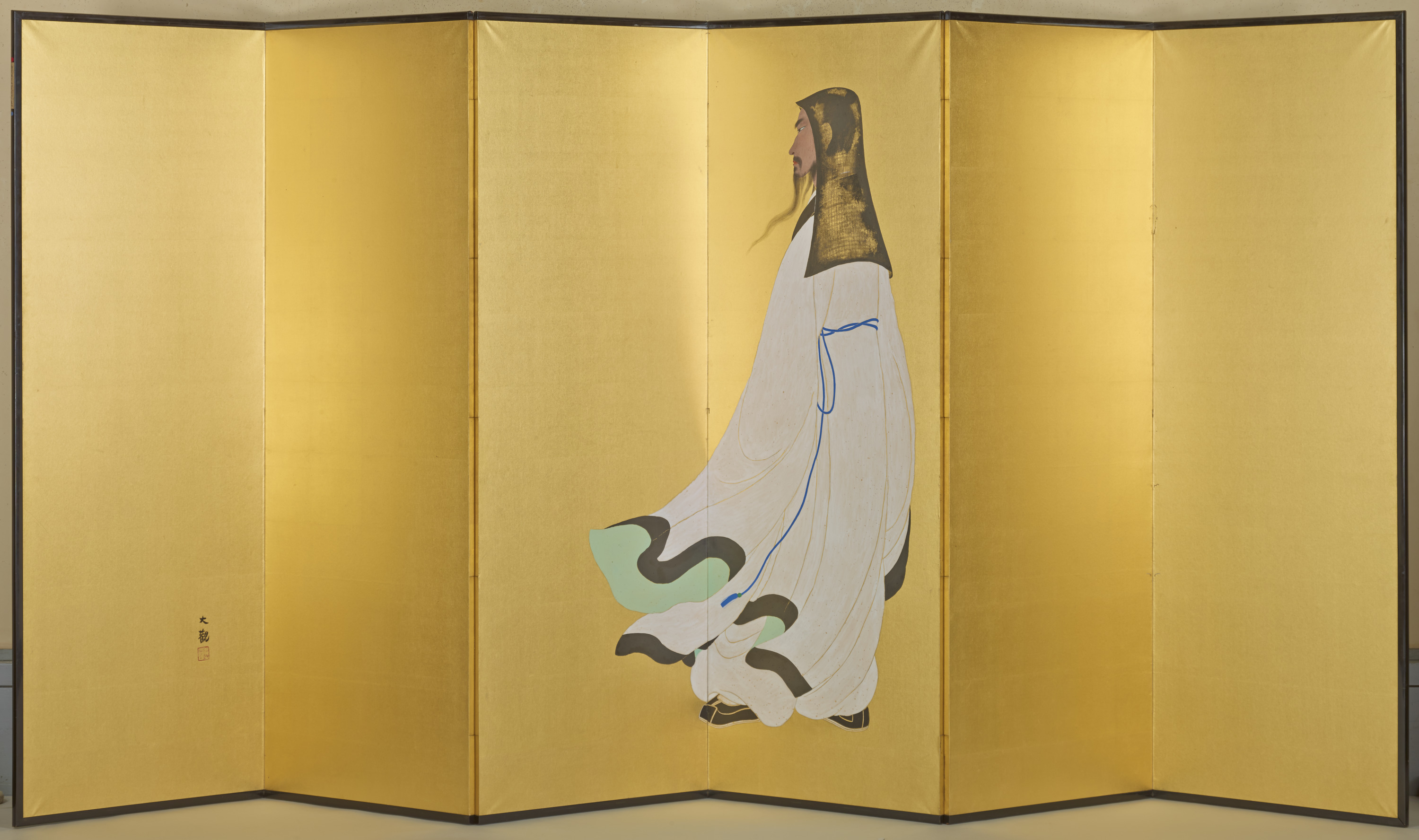
《五柳先生》左隻、1912年、東京国立博物館蔵

- 東京美術学校の同期生である菱田春草とは無二の親友で常に行動を共にし、《春の朝・秋の夕》《帰路、入船》などを合作している。1911年（明治44年）に春草が36歳で夭折すると大観は大いに嘆いた。菱田春草追悼展の開催を主導し、自らも《五柳先生》を出品した。大観は晩年に至っても「もし春草が生きていれば自分の絵ももっと高いところに進むことができただろう」と語っていたという[37]。『大観自伝』では「菱田が氷のような人だとすると、私は火のような人間なんです。菱田が冷静な理知の男であったとすれば、私は激しい燃えるような情熱の男です」と春草と自らを対比している[38]。
- 東京美術学校の教員となるはずであった狩野芳崖は開校直前に死去したため、第1期生である大観はその教えを受けることができなかった。しかし、大観は受験前に同校の事務所があった小石川植物園を訪れた際、そこの一室で代表作《悲母観音》制作中の芳崖と最初で最後の対面をしている[39][40]。
- 太平洋戦争末期の1945年（昭和20年）3月9日、空襲を案じた画家・堅山南風の仲介により、東京都世田谷区の小坂順造邸（現・旧小坂家住宅）の敷地内の建物に身を寄せた[41][42]。大観の自宅（現・横山大観記念館）は翌日の東京大空襲で焼失したため、九死に一生を得ることになった[41][42][43]。

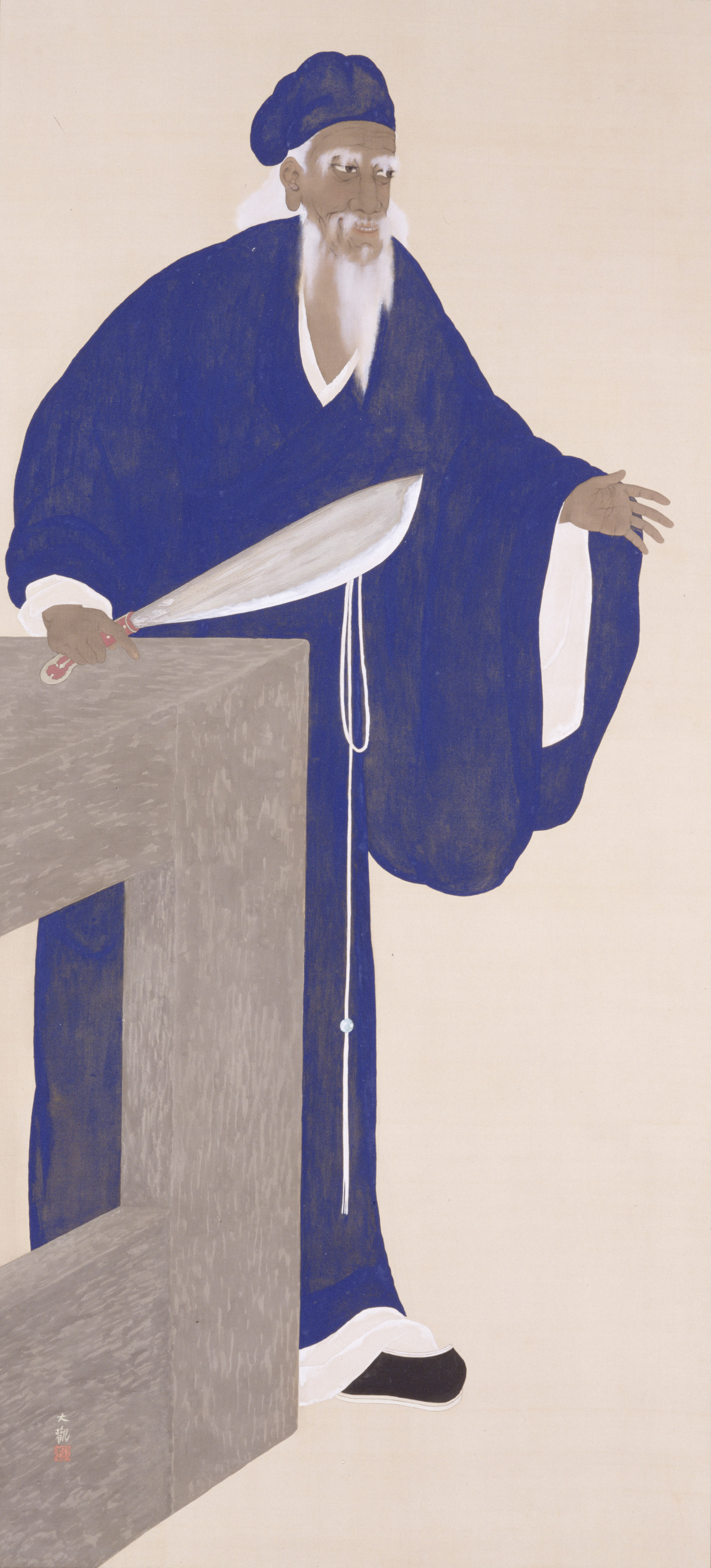
《游刃有余地（ゆうじんよちあり）》部分、1914年、東京国立博物館蔵

- 支援者としては極貧時代から大観を支援した実業家・辰澤延次郎が代表的人物であり、日本美術院再興時にはその発起人に名を連ね、関谷静子との再婚も世話した[44]。原三渓も日本美術院の再興に協力した人物で、《游刄有余地》などは旧原三渓コレクションとして東京国立博物館に収蔵されている[44]。細川護立は大観より年少だが《生々流転》など代表作を購入するパトロンとなった[44]。
- 1925年（大正14年）早稲田大学図書館（現・2号館）が完成した折、下村観山とともに壁画の制作を依頼される[45]。そこで福井県今立町（現・越前市）の岩野平三郎に当時世界最大といわれた5.4m四方の岡大紙（おかふとかみ[46]）を発注[45]。これを用いて1927年（昭和2年）に観山との合作《明暗》を制作した[15][47]。この紙を用いた大観の作品にはほかに1939年（昭和14年）、読売新聞社新社屋に飾るために描かれた《霊峰富士》がある[45]。
- 死後、大観の脳は東京大学医学部病理学教室によって摘出され、保存されることとなった[19][20]。重量は1,460グラム、高齢者にみられる萎縮は特段みられなかった[19][20]。
- 1908年制作とみられる《白衣観音》は、1912年刊行の『大観画集』掲載後に所在不明となっていたが、2017年10月に東京国立近代美術館が、約100年ぶりに発見したと発表した[48]。同館と京都国立近代美術館で2018年に開催の「生誕150年 横山大観展」で公開された[49]。
- 大観のタッチは独特ながら一見、模倣しやすいと考えられ、戦前の一時期、大観を騙り地方の素封家の食客となって渡り歩く無名画家が多数現れた。この時、彼らによって描かれた作品が数多く現存している。地方名士の子孫には、真筆と信じて所蔵している者も多い。これらの模倣作ないし贋作を指して、揶揄的に「田舎大観」と呼ぶことがある。これらも含めて贋作が非常に多い画家としても知られ、鑑定の結果、真筆と判定された作品には「大観番号」という番号をつけて保護されている[要出典]。
- 晩年80代の頃は、歌手の笠置シヅ子が好きだったと言われ、「東京ブギウギ」や「買物ブギー」のレコードを愛聴していた[要出典]。

## 年譜
- 1868年（慶応4年 / 明治元年）[注釈 1] - 常陸国水戸下市（現・茨城県水戸市）に、水戸藩士・酒井捨彦の長男として生まれる[50][28]。
- 1878年（明治11年）
  - 5月 - 父が内務省衛生局の雇となり、一家で上京[51]。
- 1881年（明治14年） - 湯島小学校を卒業し、東京府中学校（現・都立日比谷高校）に入学[52][53][54][55][51]。
- 1885年（明治18年） - 中学校の成績は優秀で、半年飛び級で卒業した[51]。卒業後の進路として東大予備門を志望する。中学校卒業生は東大予備門附属英語専修科への受験資格があったため、予備門と英語専修科の両方を受験したが、これが発覚すると、同様の受験者10数名とともに受験が無効とされてしまった[56][57][55][51]。致し方なく、当時は進学予備校として知られていた私立の東京英語学校（現・日本学園高校）に入学[56][58][59][51]。受験英語に勤しみ、その後の大観の海外での生活で大きな力を発揮する。英語学校在学中、毎週日曜日に渡辺文三郎という洋画家の家に通い鉛筆画を習ったが、特に画家を志望したわけではなく趣味程度のものだったとされる[56][53][58][60][61]。
- 1888年（明治21年）
  - 1月 - 母方の親戚である横山家との養子縁組により、酒井秀麿から横山秀麿となる[29][61][注釈 3]。
  - 12月 - 東京美術学校（現・東京芸術大学）を受験。そのきっかけは父の友人であった今泉雄作が開校の報せをもたらしたためであるとされるが、父は画家になることには強く反対した[63][53][64][61]。受験に備えて狩野派の日本画家・結城正明の画塾に通う[65][53][66][60][40]。大観自伝によれば、当初鉛筆画で受験しようと願書を出したが、受験者数が多かったため試験官の今泉雄作に毛筆画での受験への変更を願い出てこれを認めてもらい、どうにか合格を果たしたのだという[67][68][69][70]。
- 1889年（明治22年）
  - 2月1日 - 東京美術学校1期生として入学[71][51]。画家になることに反対していた父から学費の援助はなかったため、卒業までの学費は理化学の教科書の図版を模写するアルバイトで稼いだ[65][69][72]。在学中にはシカゴ万博の日本館・鳳凰殿の壁画制作にも同校の生徒の一人として加わっている[73]。

- 1893年（明治26年）

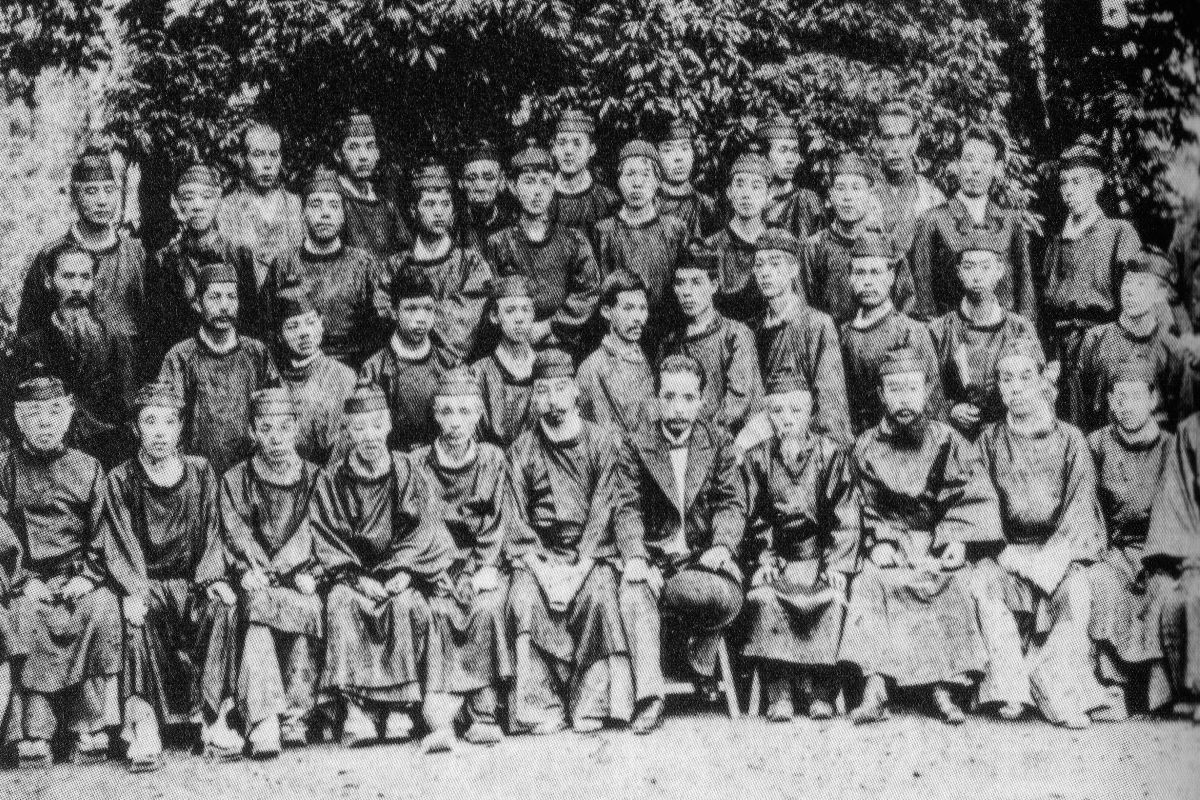
東京美術学校卒業時。2列目右から5人目が大観、前列右から6人目が天心。

  - 7月 - 東京美術学校卒業[65][74][75][76][77]。卒業制作は絹本着色《村童観猿翁図》[65][74][75][76][78]。実技の成績は優秀だったが学科の成績が低かったため、予定されていた同校の助教授の職に就くことができなかった[79][80][81][82][77]。そのため島田友春が本郷森川町に開設した東京美術学校の予備校「協立美術学館」で教鞭をとることとなった[77]。
- 1895年（明治28年）
  - 4月 - 今泉雄作が校長を務める京都市美術工芸学校（現在の京都市立芸術大学）の予備科教諭として招かれる[80][77]。京都滞在期間中、授業の方は同僚の竹内栖鳳に任せ、自身は古社寺の古画の模写に勤しんだ[79][80][83][82][84]。この京都時代、《武蔵野》を描いたころから「大観」という号を用い始める[79][85][83][77][注釈 4]。この号は友人・江中無牛が寄宿する京都の禅寺を訪れた際、その寺の住職を加えて3人で酒を酌み交わした際、住職が選んでくれたものであるという[79][83]。あるいは『法華経』観世音菩薩普門品にある「広大智慧観」に由来するという説もある[77]。
- 1896年（明治29年）
  - 5月 - 東京美術学校図案科の助教授に就任し、東京に戻る[86][82][87]。
  - 9月 - 岡倉天心が発足させた日本絵画協会第1回絵画共進会に《寂静》を出品、二等褒状受賞[88]。
- 1897年（明治30年）
  - 3月 - 日本絵画協会第2回絵画共進会に《無我》を出品[89][90]。銅牌第2位を受ける[注釈 5][89][91][90]。
  - 11月 - 滝沢文子と結婚[87]。

- 1898年（明治31年）

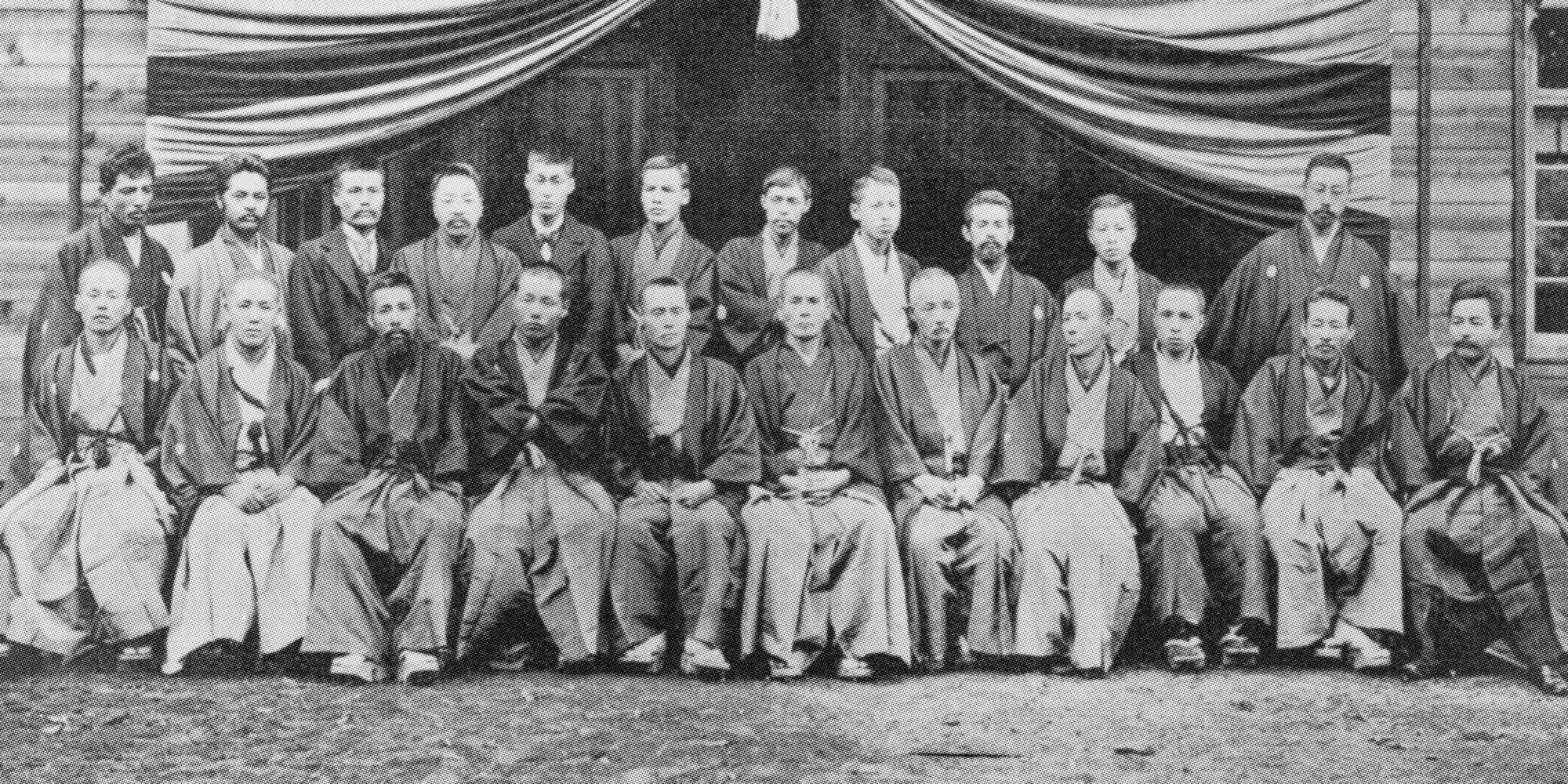
設立時の日本美術院。後列左端に大観、6人目に観山、8人目に春草、右端に天心。

  - 3月 - 大村西涯・福地復一らとの対立や九鬼隆一帝室博物館総長の更迭問題と関連して、岡倉天心に対する排斥運動が起き、天心は東京美術学校校長を辞任することとなった[92][93][94][95]。これに憤慨した大観や橋本雅邦ら多数の教官が続いて辞職するに至り、特に大観ら6名については懲戒免官という重い処分がなされた（美術学校騒動）[92][93][94][95]。
  - 10月15日 - 天心が谷中初音町に日本美術院を設立し、開院式を挙行する[96][97][98][99]。これには大観、雅邦のほか寺崎広業、西郷孤月、下村観山、小堀鞆音、菱田春草らが参加しその中心となった[96][97][98][99]。第5回日本絵画協会・第1回日本美術院連合絵画共進会に《屈原》を出品[96][100][101][99]。

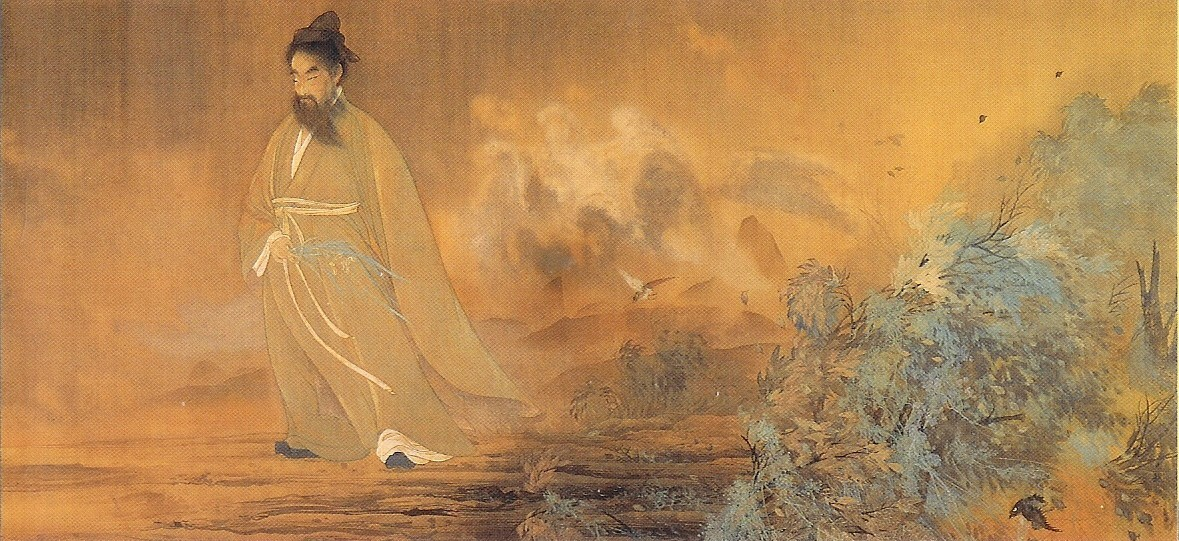
《屈原》1898年、厳島神社蔵

- 1899年（明治32年） - 長女・初音誕生[102]。
- 1902年（明治35年）
  - 3月 - 春草と「真々会」を設立し、ヨーロッパ渡航のための資金を募ったが、十分な支援は集まらなかった[103][104][105]。
  - 10月 - 第13回日本絵画協会・第9回日本美術院連合絵画共進会展に《迷児》を出品[106][107][108][109][110]。
  - 11月17日 - 妻・文子死去[111]。
- 1903年（明治36年）
  - 1月10日 - インドに向けて横浜を出航[6]。
  - 2月13日 - コルカタに到着[6]。
  - 7月1日 - コロンボを出航[6]。
  - 7月22日 - 神戸に到着[6]。

- 1904年（明治37年）

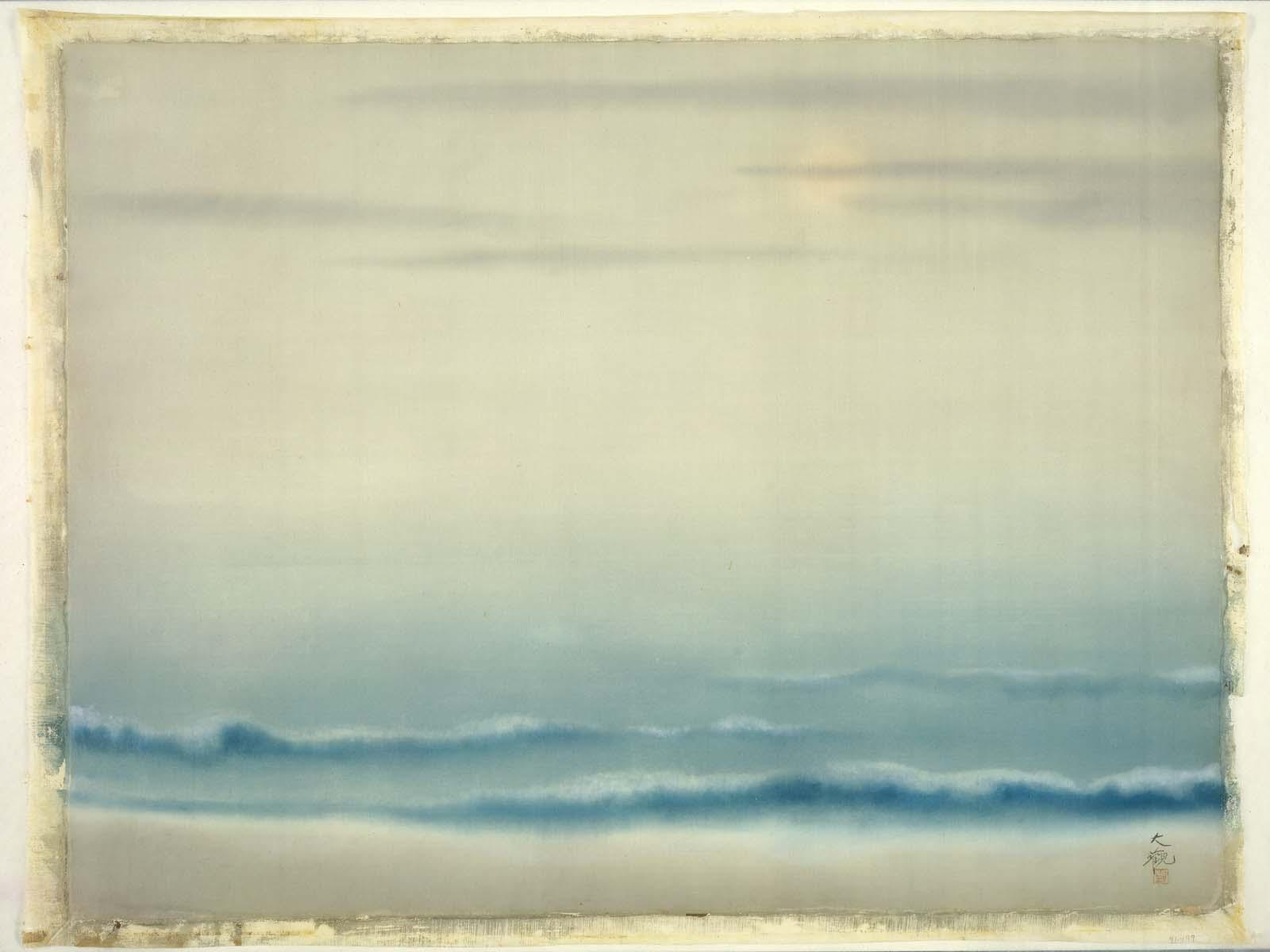
《月夜の波図》1904年ごろ、ボストン美術館蔵

  - 2月10日 - 横浜を出航しアメリカに向かう[112][109][113]。
  - 4月12日 - 春草とともにニューヨーク・センチュリー・アソシエーション（英語版）で展覧会を開き、絵を売る[114]。
  - 12月6日 - 弟・治楼死去[111]。
- 1905年（明治38年）
  - 4月 - ロンドンへ移る[112][115][109][113]。
  - 4月30日 - 長女・初音死去[116]。
  - 8月 - 帰国[112][115][117][109][113]。
  - 12月 - 春草とともに「絵画について」というパンフレットを発表[118][119][117][109][8]。没線主彩は洋画の模倣ではなく、東洋画の発展の上で必然であると強調している[118][119][117][109][8]。

- 1906年（明治39年）

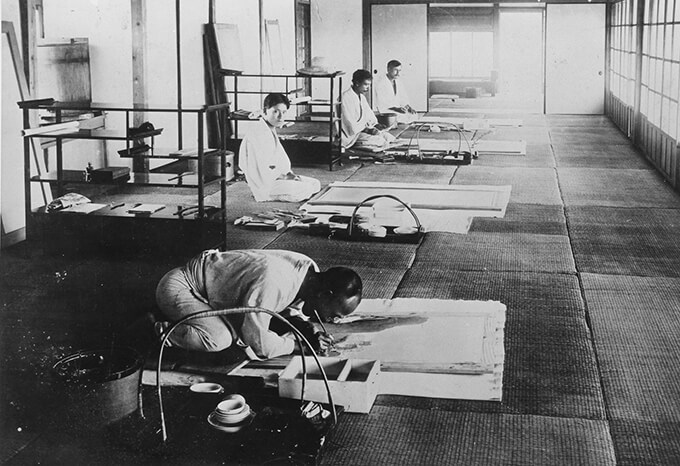
五浦の日本美術院研究所（手前より武山、春草、大観、観山）。

  - 7月 - 遠藤直子と再婚[116]。
  - 12月[注釈 6] - 天心が日本美術院の研究所を茨城県の五浦に設け、大観・春草・観山・木村武山は同地へ転居して絵画制作に取り組むこととなった[121][122]。
- 1907年（明治40年）
  - 4月11日 - 父・捨彦死去[102][111]。
  - 国が主催となって、官営の「文展」（文部省美術展覧会）が新たに開催されることとなり、天心の推挙もあり大観と観山は審査委員に選ばれた[123][124][125][126]。《二百十日》《曙色》を出品[123][125][126]。
- 1908年（明治41年）
  - 国画玉成会展に《煙月・凍月》を出品[127][128][125][126]。
  - 9月 - 自宅を失火で焼失したのを機に東京・池之端へ転居[129][111][117]。

- 1909年（明治42年）

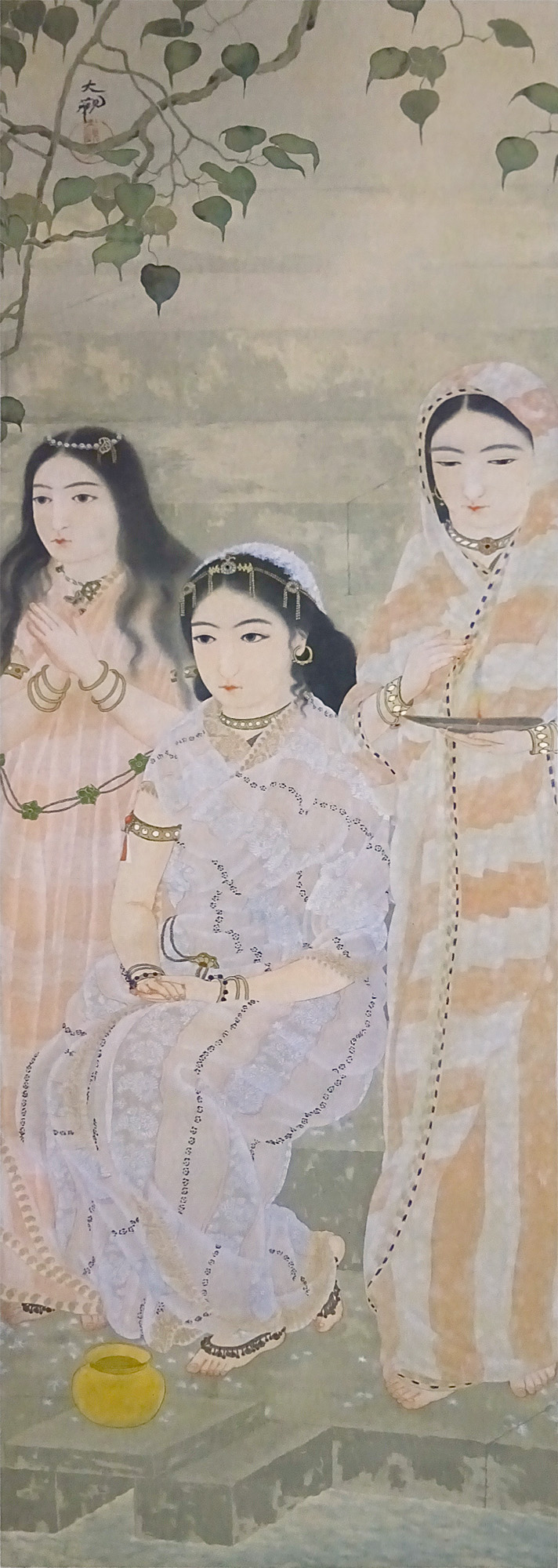
《流燈》1909年、茨城県近代美術館蔵

  - 第3回文展に《流燈》を出品[130][131][126]、文部省買上となる[132][9]。同展の審査では大観は春草の《落葉》を一等賞に推したが、これに反対する山岡米華らとの激論の結果、二等賞が与えられる結果となった[133][134]。
- 1910年（明治43年）
  - 地球に接近したハレー彗星を題材に水墨画《彗星》を描く[135]。
  - 6月から7月にかけて寺崎広業・山岡米華とともに中国旅行へ行き上海・南京・北京を訪れる[136][131]。ロバを買って帰る[130][9]。
  - 第4回文展に水墨画《楚水之巻》を出品[130][137][131][126]。
  - 9月30日 - 妹・なつ死去[102][111]。
- 1911年（明治44年）
  - 第5回文展に《山路》を出品[138][139][140][141][9]。
  - 9月16日 - 親友・菱田春草死去[142][143][133][111][38]。
- 1912年（明治45年）
  - 4月 - 東京美術学校で春草追悼展[133][144]。大観は《五柳先生》を出品[145][146]。
  - 第6回文展に《瀟湘八景》を出品[138][147][140][141][10]。
- 1913年（大正2年）
  - 1月28日 - 妻・直子死去[142][102][111]。
  - 第7回文展に《松並木》を出品[148][140][149]。
  - 9月2日 - 天心が死去し[142][150][111][151]、門人代表として弔辞を読んだ。
  - 12月4日 - 関谷静子と再婚[44]。

- 1914年（大正3年）

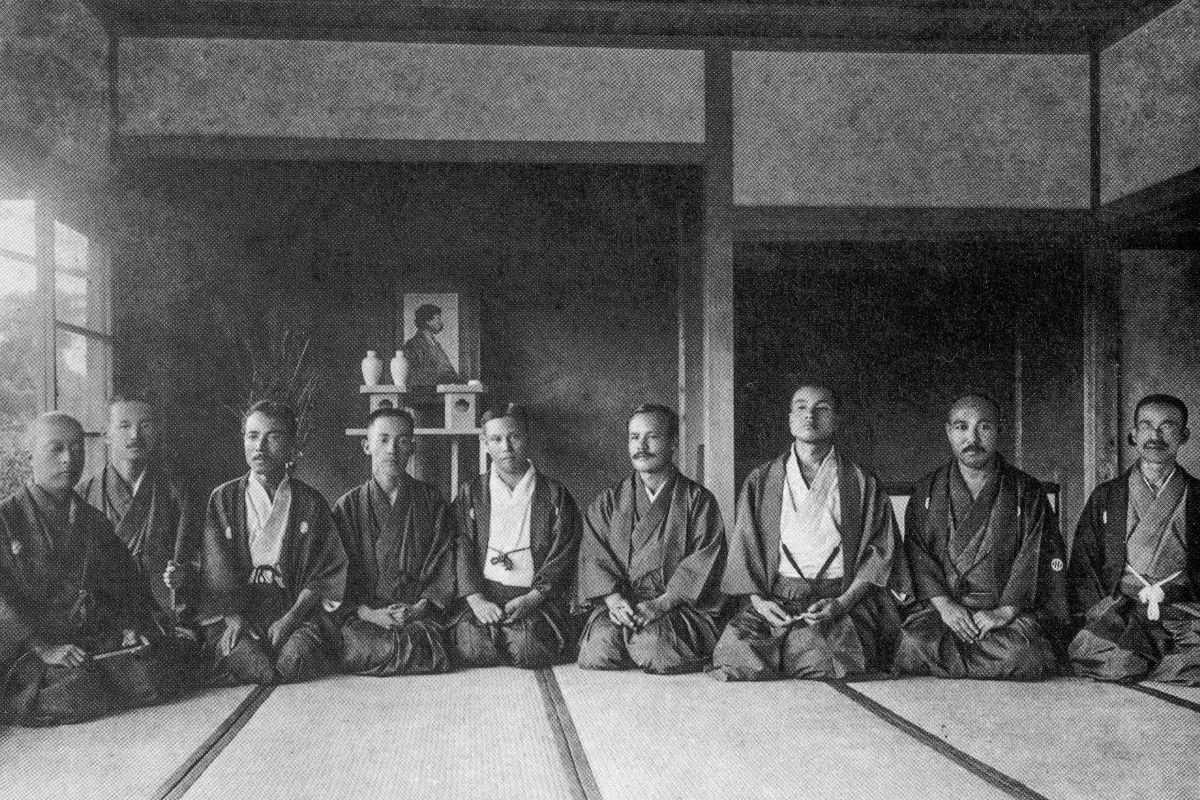
再興日本美術院。左から3人目から大観、安田靫彦、今村紫紅、観山、小杉未醒、武山。

  - 第8回文展の審査員から除外される[152][153][154][141][10]。天心の死をうけてまさに日本美術院再興に向けて取り組んでいた時期の出来事であり、これ以降同院を活動の中心として、その発展に尽力することとなる。
  - 9月2日 - 下村観山・木村武山・安田靫彦・今村紫紅・小杉未醒と日本美術院を再興[152][155][156][157]。
  - 10月 - 日本美術院再興第1回展に《游刃有余地》を出品[158][159][160][161]。
- 1919年（大正8年）
  - 9月 - 帝国美術院が設立され、大観も観山とともに会員就任の打診があったが両者はこれを固辞し、定数15名中2名が空席のまま発足となった[162][163][164]。
- 1923年（大正12年）
  - 9月1日 - 再興第10回院展に《生々流転》を出品[165][166][167][168][12]。同日、関東大震災発生。
- 1928年（昭和3年）
  - イタリアの最高指導者ベニート・ムッソリーニに《立葵》が献呈された[要出典]。

- 1930年（昭和5年）

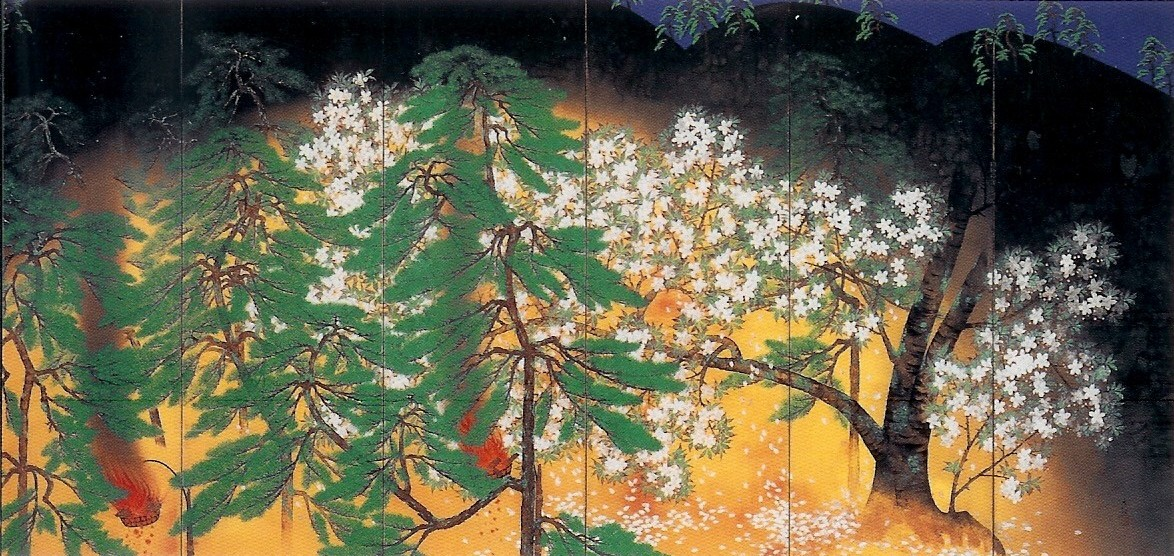
《夜桜》右隻、1929年、大倉文化財団蔵

  - 4月 - イタリアのローマで日本美術展が開催され、大観は《夜桜》など十数点を出品するとともに現地を訪問した[169][170][171][172]。
  - 12月24日 - 母・寿江死去[173]。
- 1931年（昭和6年）
  - 6月30日 - 前年に死去した下村観山の後任として15年ぶりに帝室技芸員に任命される[174][175]。
- 1938年（昭和8年）
  - 第20回院展に《虫の音》を出品[176][177][178][179]。翌年同作で朝日文化賞を受賞[180][179]。
- 1935年（昭和10年）
  - 松田源治文部大臣による帝国美術院改革により、大観も同院会員に加えられる[162][181][182][183]。
- 1936年（昭和11年）
  - 6月 - 平生釟三郎文部大臣の帝国美術院改革試案に反対して日本美術院系会員らとともに辞表を提出[184][185][186][187]。しかし翌年帝国美術院は帝国芸術院に改組され、大観らは帝国芸術院会員に任命され辞表は受理されなかった[184][185][186]。
  - 第23回院展に《野の花》を出品[188][189][190]。

- 1937年（昭和12年）

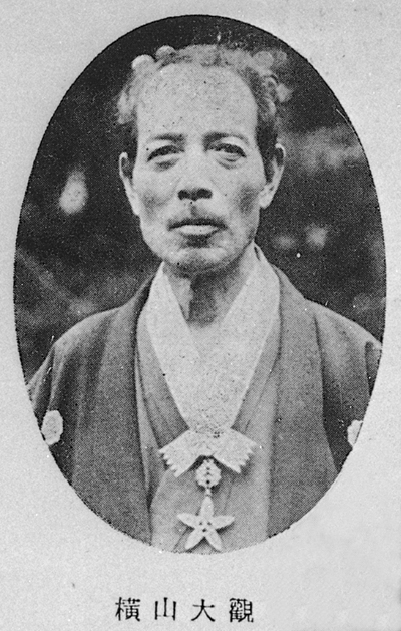
文化勲章を佩用した大観（1937年）

  - 4月28日 - 第1回文化勲章受章[188][191]。
- 1940年（昭和15年）
  - 4月 - 「紀元二千六百年奉祝記念展」と題し《海に因む十題・山に因む十題》の連作20点を発表、1点2万5千円で希望者に販売し、売上総額50万円を陸海軍に寄付して「大観号」と名付けられた軍用機計4機が製造された[192][193][171][172]。
- 1942年（昭和17年）
  - 日本文学報国会が創設され顧問に就任する[194]。
- 1943年（昭和18年）
  - 5月18日 - 財団法人「日本美術報国会」が設立され、会長に就任する[195][196]。
- 1945年（昭和20年）
  - 3月10日 - 東京大空襲で池之端の家が全焼[41][197][198][43]。
  - 8月15日 - 終戦。このときには大観は山梨県山中湖畔の旭ヶ丘（現・朝日丘）に疎開していた[41][43]。
  - 秋 - 伊豆山の仮寓に転居[41]。
- 1947年（昭和22年）
  - 日本美術院創立20周年記念第32回院展に《四時山水》を出品[199][200][201]。
- 1949年（昭和24年）
  - 9月 - 第34回院展に《被褐懐玉》を出品[202][203][204]。
  - 11月 - 上野松坂屋で「大観画業六十年展」開催[202][203][204]。
- 1951年（昭和26年）
  - 日本芸術院会員を辞職[202][205]、文化功労者となる[202][205][206]。

- 1952年（昭和27年）

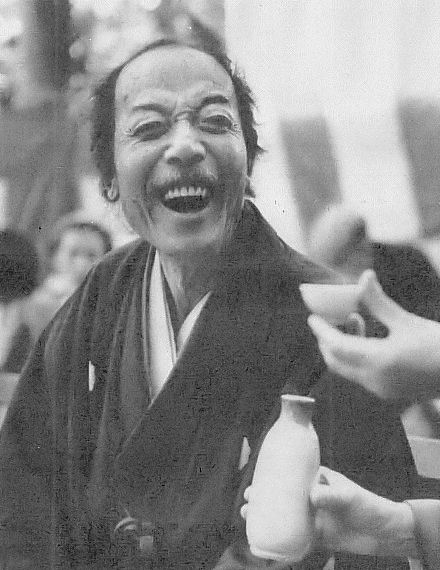
1952年（『毎日グラフ』）

  - 第37回院展に《或る日の太平洋》を出品[207][208][205][206]。
- 1954年（昭和29年）
  - 3月1日 - 板谷波山とともに初の茨城県名誉県民となる[209][210]。
  - 8月 - 池之端の旧邸跡に自宅が再建され、転居[41][33][211]。
- 1955年（昭和30年）
  - 第40回院展に《風蕭々兮易水寒（かぜしょうしょうとしてえきすいさむし）》を出品したのが最後の公式展出品となる[21][211]。
- 1956年（昭和31年）
  - 2月から体調を崩し、3月には重態となったが持ち直し、翌年春には病室で絵筆を握るほどに回復する[212][213][214]。
- 1957年（昭和32年）
  - 5月 - 台東区名誉区民となる[209][215]。
  - 10月 - 三越池袋支店のため《不二》を描き、これが絶筆となる[19][214]。
  - 12月 - 急性気管支肺炎を発症[19][20][21]。横山大観記念館
- 1958年（昭和33年）

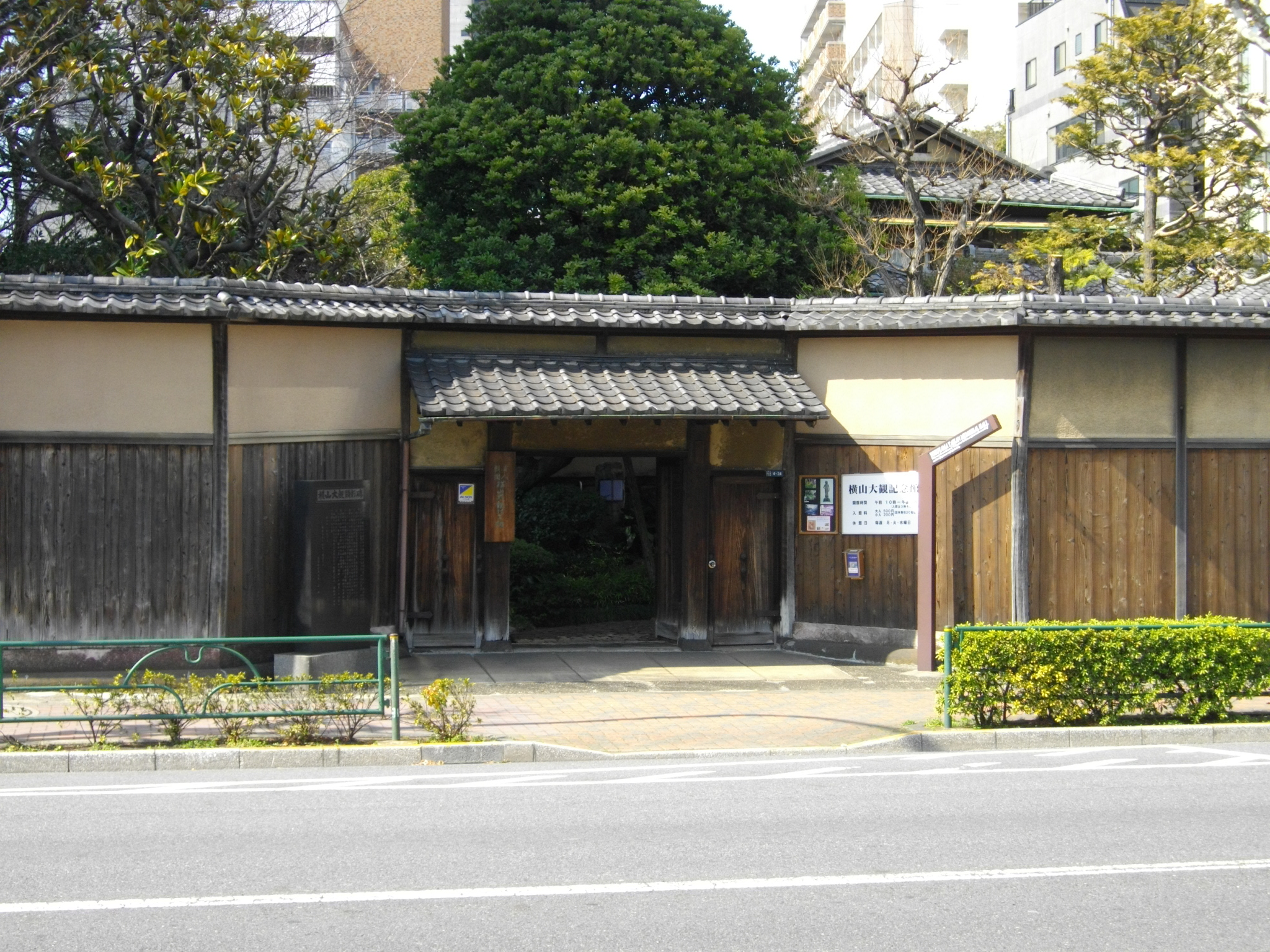
横山大観記念館

  - 2月26日 - 午前0時51分、死去[19][214][20]。満89歳没[20]。
  - 2月27日 - 正三位贈位、勲一等旭日大綬章受章[19][20][215]。
  - 2月28日 - 築地本願寺で日本美術院葬[19][20][215]。葬儀委員長は斎藤隆三[20]。
- 1976年（昭和51年）
  - 3月3日 - 妻・静子死去[198]。
  - 11月24日 - 自宅が横山大観記念館として公開[198]。
- 2009年（平成21年） - 作品の著作権が消滅、パブリックドメインとなる。

## 家族

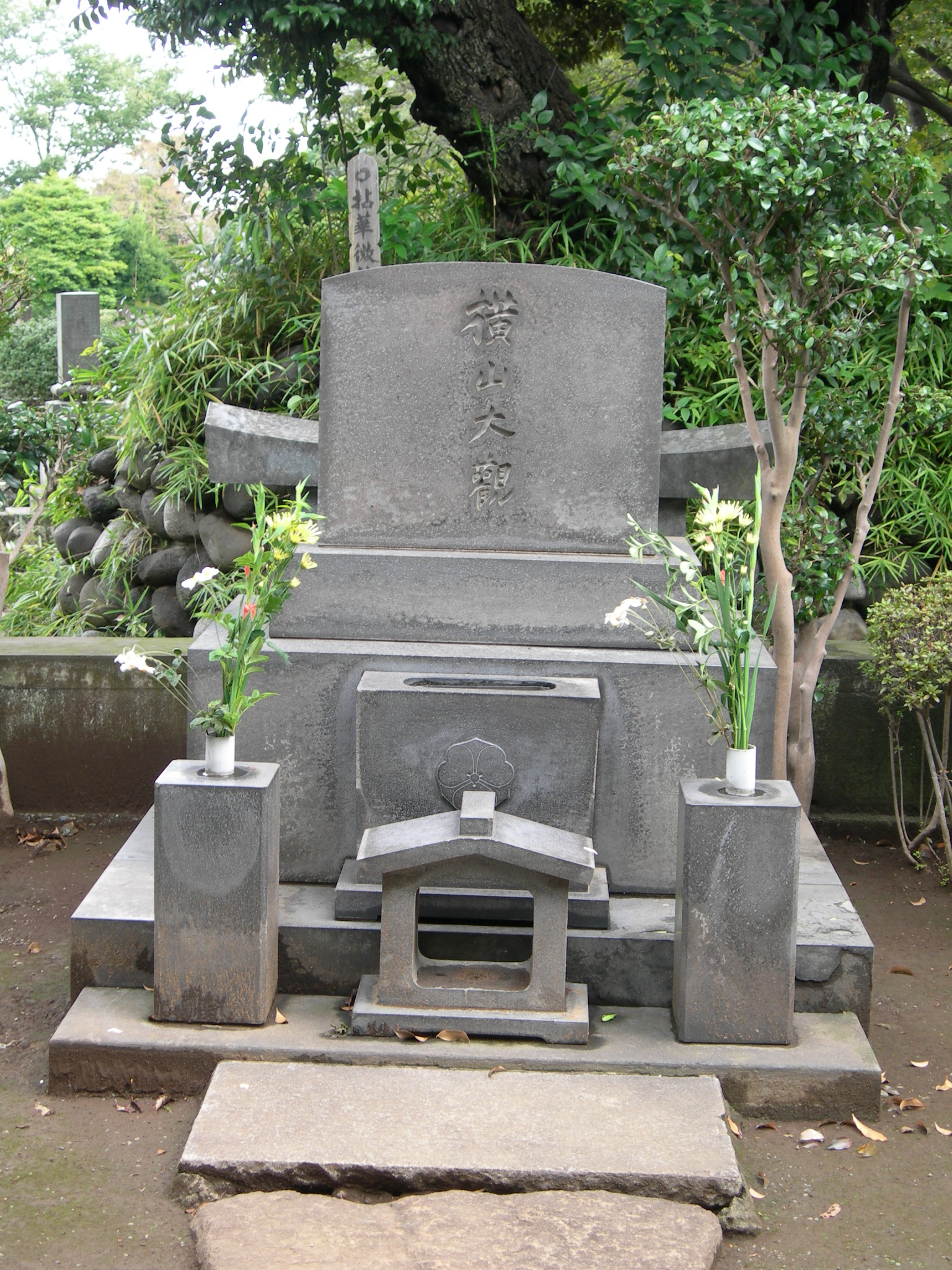
谷中霊園の墓所。

大観の生家である酒井市之丞家は、大観の祖父の祖父の祖父にあたる喜起（1635 - 1680）が、酒井平衛門家から独立して別家を立てたことに始まる。本家・平衛門家は三河譜代の家臣として、勘定奉行や町奉行を出す能吏の家であった。その分家である市之丞家は、4代・喜昌が家督を継ぐまでは蔵米取の平士に過ぎなかったが、喜昌が勘定奉行・郡奉行を歴任して栄進したことで、200石取の中士層まで家格が上昇するに至った。
喜昌の曾孫として生まれた秀麿（大観）が養子として入ることとなる横山九衛門家は、酒井家同様譜代の家臣であった。横山九衛門家は以前にも後嗣が絶えたことがあり、その時に後を継いだのが横山平衛門家から養子に入った任賢（1759 - 1836）であり、彼の功績で家禄100石を賜るまで家格を上昇させたことから、横山家断絶の危機にあって酒井平衛門家の分家である酒井市之丞家から養子を取る理由があった。他方、横山家の側から見ても、秀麿の父・捨彦は兄・喜雄の部屋住みで三人扶持を得るに過ぎない身分であったことから、将来のために長男の秀麿を横山家の養子とする理由があった。
このような関係からすれば、大観は自伝で横山家を「母方の親戚」としているものの「父方の親戚」と呼んだ方が適当という指摘がされている。
- 曾祖父・酒井喜昌（1773 - 1852）
  - 祖父・喜煕（1805 - 1880） - 旅行を好み、紀行文を書いているほか、地図製作で功績を残した[219]。小山田与清に国学の教えを受けている[219]。
    - 父・捨彦（1847 - 1907） - 七男二女の五男[220]。天狗党の乱では諸生党に属して武功を挙げる[220][221]。地図製作の技能を生かし新治県吏員、茨城県吏員として勤めた後、1878年（明治11年）に内務省衛生局雇となり上京[220]。『大観自叙伝』によれば馬車鉄道会社や製塩事業に手を出して失敗したという[220]。
    - 母・寿江（すゑ、1850 - 1930） - 水戸藩士・猪飼傳衛門公彰の三女[222]。 
      - 妻・文子（? - 1902） - 旧姓・滝沢[102][223]。儒学者・滝沢規道の娘[223]。姉は坂西利八郎の妻[102][223]。
        - 娘・初音（1899 - 1905）

      - 妻・直子（1881 - 1913） - 旧姓・遠藤[111]。先妻・文子の遠縁にあたるという[102][111]。
      - 妻・静子（1889 - 1976） - 旧姓・関谷[198]。父・善雄は裁判官、兄・善一は弁護士であった[198]。
        - 養子・善信（大玄、1898 - 1977） - 静子の弟[198]。横山大観記念館初代館長[198]。
        - 養子（善信の妻）・美代子 - 大智恒一（勝観）の三女[198]。

      - 妹・しづ（1873 - ?）[222]
      - 妹・ふゆ（1878 - ?）[222]
      - 弟・治楼（次郎、1881 - 1904） - 兄・秀麿が横山家の養子となったため父の跡継ぎとなるが、中国行きの汽船事務長を勤めていた時期に死去[222]。
      - 妹・なつ（? - 1910）[222]
      - 養弟・忠三（1908 - ?） - 寿江の大甥[222]。1910年養子縁組[222]。
        - 従甥（喜煕の曾孫[注釈 8][224]）・土浦亀城 - 建築家。